# Vickers Vagabond
O Vickers Type 98 Vagabond foi um biplano monomotor leve desenvolvido pela Vickers do Reino Unido para participar da segunda Competição de Teste de Aeronaves Leves de Lympne de 1924. Ele foi um biplano convencional pequeno, com um método muito incomum de aparamento. Foi eliminado dos testes numa fase inicial e apenas um foi construído.

## Design e desenvolvimento
Após os primeiros testes de Lympne realizados em 1923 para motoplanadores monopostos, o Air Ministry organizou um evento semelhante em 1924, desta vez para aeronaves de dois lugares de baixa potência. A capacidade do motor das aeronaves participantes tinham que ter até 1,100 centímetros cúbicos, e como antes, ter as asas dobráveis para fácil transporte e armazenamento. Os testes decorreram entre 29 de setembro e 4 de outubro. Várias empresas construíram aeronaves para eles, incluindo o Blackburn Bluebird, Hawker Cygnet, Supermarine Sparrow e dois modelos da Westland Aircraft o Woodpigeon e o Widgeon.
O Vickers Type 98 Vagabond foi o participante da Vickers. Era um biplano de baia única, apoiado em arame, com asas de corda constante, exceto nas pontas arredondadas. As asas tinham envergadura igual e apresentavam um escalonamento acentuado. Havia ailerons nas asas superiores e inferiores, com flaps internos nas asas inferiores que podiam ser dobrados para auxiliar na dobragem das asas. O Piloto e o passageiro sentavam-se em cockpits abertos, este último sob a asa superior. A visão superior do piloto foi aprimorada por um pequeno recorte no bordo de fuga da asa superior. A fuselagem tinha uma seção transversal mais arredondada do que a do Vickers Viget anterior, o participante da Vickers monoposto da competição de 1923, estendendo-se um pouco abaixo da asa inferior. O motor Bristol Cherub III de 32 hp (23,9 kW) foi montado em um nariz liso com os cilindros aletados expostos para resfriamento a ar. A cauda horizontal era semelhante à do Viget, mas a barbatana e o leme eram muito mais arredondados. Por causa do escalonamento, as rodas principais estavam na frente da asa inferior, apoiadas na fuselagem inferior. Uma característica incomum do Vagabond era o método de corte longitudinal. Em vez de mudar o ângulo do plano traseiro em relação à fuselagem, toda a parte traseira da fuselagem foi articulada logo à frente do bordo de fuga da asa inferior. Isso era controlado por meio de um volante entre os dois cockpits; a fuselagem traseira era levantada no início de uma descida de pouso para aumentar o arrasto e desacelerar a aeronave.
No início dos testes de voo, com o piloto H.J.Pain revelou a necessidade de endurecer os apoios do motor. Quando isto foi feito o Vagabond, agora equipado com o motor radial Blackburne Thrush de três cilindros e capacidade de 1,095 centímetros cúbicos voou bem em Lympne, mas foi eliminado nas rodadas preliminares. Somente um Vagabond, registrado como G-EBJF e 1 de julho de 1924 foi construído. Foi retirado do registro em 24 de janeiro de 1928
|  |